# Problema della dinamica
Il problema generale della dinamica riguarda, in fisica, la risoluzione dell'equazione differenziale che lega la forza, o termine forzante, alle variazioni nel tempo dello spostamento prodotto dalla forza stessa secondo quanto espresso dal secondo principio della dinamica di Newton, {\displaystyle F=ma}.

## Descrizione

### Formulazione matematica
Il problema può essere matematicamente formulato nel seguente modo:
{\displaystyle \ F(x,y,z,t)=ma(x,y,z,t)=m{\frac {\operatorname {d} ^{2}\!\mathbf {r} (t)}{\operatorname {d} \!t^{2}}}}
essendo {\displaystyle F(x,y,z,t)} la forza nella sua espressione più generale ovvero dipendente dalle tre coordinate spaziali {\displaystyle x,y,z} e dal tempo {\displaystyle t},
{\displaystyle a} l'accelerazione pari alla derivata seconda dello spostamento vettoriale {\displaystyle \mathbf {r} (t)}, {\displaystyle m} la massa del sistema. Il termine {\displaystyle \mathbf {r} (t)}, ovvero lo spostamento vettoriale nel tempo, è l'incognita del problema ovvero dell'equazione differenziale del 2º ordine.
Esso dunque non è altro che il 2° Principio della dinamica espresso in forma differenziale. 
Il termine forzante può essere rappresentato dalla somma di più termini corrispondenti alla somma vettoriale di più forzanti, anche di natura diversa, agenti sul sistema di massa {\displaystyle m}; sotto questo aspetto il 2º principio della dinamica è anche detto bilancio delle forze. 
Il problema, se di natura vettoriale ovvero multidimensionale, per la legge di composizione degli spostamenti può essere scomposto in un set di 3 equazioni differenziali ordinarie, ciascuna rispetto ad una delle tre coordinate spaziali, più la variabile temporale. 
Il problema è alla base della teoria dei sistemi dinamici in fisica matematica e in Teoria dei Sistemi dove, assieme ad altre equazioni di bilancio per sistemi elettrici e termodinamici, si originano diverse altre formulazioni matematiche equivalenti di un sistema come la modellizzazione nello spazio di stato (modello ISU) e, per sistemi lineari tempo invarianti (LTI), la sua funzione di trasferimento.

### Soluzione del problema
La soluzione del problema, semplice in alcuni casi, meno in altri, è affidata ai metodi classici di risoluzione delle equazioni differenziali ordinarie (ODE) o alle derivate parziali (PDE).
Un esempio classico di applicazione e risoluzione di tale problema è quello che conduce alle equazioni del moto dell'oscillatore armonico semplice o forzato ovvero dal sistema costituito da una molla libera di muoversi sotto l'azione della sua stessa forza elastica lineare espressa dalla Legge di Hooke e di eventuali altre forzanti esterne al sistema.
Nel caso più semplice e banale di una sola forza costante nel tempo e indipendente dalle coordinate spaziali la soluzione conduce alla ben nota equazione oraria cinematica del moto uniformemente accelerato.
Da tale problema applicato alla forza di gravità Newton per primo riuscì a riottenere, attraverso la risoluzione del cosiddetto problema dei due corpi, le leggi di Keplero che regolano il moto dei corpi celesti intorno al Sole (gravitazione universale) dimostrandone per via teorico-analitica la validità precedentemente ottenuta solo da osservazioni e misure dirette di tipo astronomico. Questo di fatto costituisce il primo modello matematico, basato su equazioni differenziali, il cui stesso formalismo fu sviluppato da Newton e Leibniz all'interno del calcolo differenziale o infinitesimale.
Per sistemi fisici che includono più di due corpi (es. problema dei tre corpi) il problema in generale non si può risolvere analiticamente.